# Lijst van presentatoren van AVROTROS
Dit is een lijst van presentatoren en presentatrices die bij AVROTROS werken of gewerkt hebben.
Legenda
-  = Huidige presentatoren zijn voorzien van een blauw blokje.

## A
|  | Naam                   | Periode        | Programma (onder andere)                                                     | Opmerkingen |
|  | ---------------------- | -------------- | ---------------------------------------------------------------------------- | ----------- |
|  | Ali B                  | 2015–2016 2020 | Televisie: Ali B op volle toeren (NPO 3), Ali B en de Muziekkaravaan (NPO 3) |             |
|  | Daniël Arends          | 2021           | Televisie: Dit Was Het Nieuws (teamcaptain, NPO 1)                           |             |
|  | Bart Arens             | 2015–0000      | Radio: Aan De Slag! (NPO Radio 2), NPO Radio 2 Top 2000 (NPO Radio 2)        |             |
|  | Naomi van As           | 2014–2018      | Televisie: Zappsport (NPO 3/Zapp)                                            |             |
|  | Vivienne van den Assem | 2014–2015      | Televisie: Moltalk (NPO 3)                                                   |             |

## B
|  | Naam                    | Periode             | Programma (onder andere) | Opmerkingen |
|  | ----------------------- | ------------------- | --- | ----------- |
|  | Olivier Bakker          | 2018–2022           | Radio: Mega Top 30 (NPO 3FM), Mega Top 50 (NPO 3FM), Olivier Bakker (NPO 3FM) |             |
|  | Jim Bakkum              | 2022                | Televisie: Op zoek naar ... (jurylid, NPO 1) |             |
|  | Freek Bartels           | 2014                | Televisie: Fort Boyard (NPO 3/Zapp) |             |
|  | Frans Bauer             | 2014–2019 2023–0000 | Televisie: Bananasplit (NPO 1), Curling Quiz (NPO 1), Frans Bauer in Amerika (NPO 1), Frans Bauer in China (NPO 1), Leven Zonder Letters (NPO 1), Vive la Frans (NPO 1), What the Frans?! |             |
|  | Tijl Beckand            | 2014–2019           | Televisie: De tiende van Tijl |             |
|  | Robèrt van Beckhoven    | 2014–0000           | Televisie: CupCakeCup (jurylid, NPO 3/Zapp) |             |
|  | Daria van den Bercken   | 2014–2019           | Televisie: De tiende van Tijl (huispianiste) |             |
|  | Jojanneke van den Berge | 2016–2019 2021      | Televisie: EenVandaag (NPO 1) |             |
|  | Peter de Bie            | 2014–2018           | |             |
|  | Mischa Blok             | 2017–0000           | Radio: Blok&Toine (NPO Radio 1), Mischa! (NPO Radio 1), Mischa Says Hi! (NPO Radio 1), Miss Podcast (NPO Radio 1), Radar Radio (NPO Radio 1) Televisie: Opium op Oerol (NPO 2)            |             |
|  | Hans van den Boom       |                     | |             |
|  | Carolien Borgers        |                     | Radio: Muziekcafé (NPO Radio 2) |             |
|  | Suzanne Bosman          | 2014–0000           | Radio: Radio EenVandaag (NPO Radio 1) Televisie: EenVandaag (NPO 1) |             |
|  | Ron Boszhard            | 2014–0000           | Televisie: Zappsport (NPO 3/Zapp) |             |
|  | Sipke Jan Bousema       |                     | Televisie: Cash op Zolder (NPO 2) |             |
|  | Yvette van Boven        | 2020                | Televisie: De Streken van Van Boven (NPO 2) |             |
|  | Joyce Boverhuis         | 2018–0000           | Televisie: EenVandaag (NPO 1) |             |
|  | Carline Brouwer         | 2021                | Televisie: Op zoek naar ... (jurylid, NPO 1) |             |
|  | Lammert de Bruin        | 2016–0000           | Televisie: EenVandaag (NPO 1) |             |
|  | Xander de Buisonjé      | 2014                | Televisie: Junior Songfestival (jurylid, NPO 3/Zapp) |             |

## C
|  | Naam               | Periode   | Programma (onder andere)                             | Opmerkingen |
|  | ------------------ | --------- | ---------------------------------------------------- | ----------- |
|  | Splinter Chabot    | 2021–0000 | Televisie: Moltalk (NPO 3), Splntr! (NPO 3)          |             |
|  | Tommie Christiaan  | 2018      | Televisie: Junior Songfestival (jurylid, NPO 3/Zapp) |             |
|  | Yvonne Coldeweijer | 2014      | Televisie: Junior Songfestival (jurylid, NPO 3/Zapp) |             |

## D
|  | Naam             | Periode             | Programma (onder andere) | Opmerkingen |
|  | ---------------- | ------------------- | --- | ----------- |
|  | Britt Dekker     | 2018–0000           | Televisie: Britt's Beestenbende (NPO 3/Zapp), CupCakeCup (NPO 3/Zapp), Zappsport (NPO 3/Zapp)                                               |             |
|  | Daniël Dekker    | 2014–2015           | Televisie: Ik vertrek (voice-over, NPO 1)                                                                                                   |             |
|  | Edwin Diergaarde | 2015–0000           | Televisie: Ik vertrek (voice-over, NPO 1)                                                                                                   |             |
|  | Sharon Doorson   | 2017                | Televisie: Junior Songfestival (jurylid, NPO 3/Zapp)                                                                                        |             |
|  | Pia Douwes       | 2021                | Televisie: Op zoek naar ... (jurylid, NPO 1)                                                                                                |             |
|  | Tim Douwsma      | 2014–2015 2019–2020 | Televisie: Britt's Beestenbende (NPO 3/Zapp), CupCakeCup (NPO 3/Zapp), Junior Dance (NPO 3/Zapp), Junior Songfestival (jurylid, NPO 3/Zapp) |             |
|  | Remy Duker       | 2014–0000           | Televisie: CupCakeCup (jurylid, NPO 3/Zapp)                                                                                                 |             |
|  | Sosha Duysker    | 2023                | Televisie: Junior Songfestival (jurylid, NPO 3/Zapp)                                                                                        |             |

## E
|  | Naam                 | Periode   | Programma (onder andere)              | Opmerkingen |
|  | -------------------- | --------- | ------------------------------------- | ----------- |
|  | Harm Edens           | 2017–0000 | Televisie: Dit Was Het Nieuws (NPO 1) |             |
|  | Stephanie van Eer    | 2018–2021 | Televisie: Kids Top 20 (NPO 3/Zapp)   |             |
|  | Klaas van der Eerden | 2016–2021 | Televisie: CupCakeCup (NPO 3/Zapp)    |             |

## F
|  | Naam        | Periode | Programma (onder andere)                             | Opmerkingen |
|  | ----------- | ------- | ---------------------------------------------------- | ----------- |
|  | Glen Faria  | 2022    | Televisie: Junior Songfestival (jurylid, NPO 3/Zapp) |             |
|  | Flemming    | 2022    | Televisie: Junior Songfestival (jurylid, NPO 3/Zapp) |             |
|  | Ronnie Flex | 2020    | Televisie: Junior Songfestival (jurylid, NPO 3/Zapp) |             |

## G
|  | Naam                | Periode   | Programma (onder andere)                                          | Opmerkingen |
|  | ------------------- | --------- | ----------------------------------------------------------------- | ----------- |
|  | Niels Geusebroek    | 2014      | Televisie: Junior Songfestival (jurylid, NPO 3/Zapp)              |             |
|  | Ilja Gort           | 2017–0000 | Televisie: Gort over de grens (NPO 2), Gorts Wijnkwartier (NPO 2) |             |
|  | Richard Groenendijk | 2021      | Televisie: Op zoek naar ... (jurylid, NPO 1)                      |             |
|  | Paul Groot          | 2014–2016 | Televisie: Koefnoen (NPO 1)                                       |             |

## H
|  | Naam                   | Periode   | Programma (onder andere)                                                                                      | Opmerkingen |
|  | ---------------------- | --------- | --- | ----------- |
|  | Rob Hadders            | 2016–0000 | Televisie: EenVandaag (NPO 1)                                                                                 |             |
|  | Pieter Jan Hagens      | 2014–0000 | Televisie: Buitenhof (NPO 1), EenVandaag (NPO 1), Hunted (voice-over, NPO 3), Hunted VIPS (voice-over, NPO 3) |             |
|  | Emma Heesters          | 2021      | Televisie: Junior Songfestival (jurylid, NPO 3/Zapp)                                                          |             |
|  | Ruben Hein             |           | |             |
|  | Antoinette Hertsenberg | 2014–0000 | Televisie: Opgelicht?! (NPO 1), Radar (NPO 1/NPO 2)                                                           |             |
|  | Sophie Hijlkema        | 2017–0000 | Radio: Sophie Hijlkema (NPO 3FM)                                                                              |             |
|  | Matheu Hinzen          | 2022–2023 | Televisie: Junior Songfestival (NPO 3/Zapp)                                                                   |             |
|  | Herman Hofman          |           | Radio: (NPO 3FM)                                                                                              |             |
|  | Défano Holwijn         | 2019–2020 | Televisie: Britt's Beestenbende (NPO 3/Zapp)                                                                  |             |
|  | Iris Hond              | 2014–2019 | Televisie: De tiende van Tijl (huispianiste)                                                                  |             |
|  | Veronica van Hoogdalem | 2014–2015 | Televisie: Junior Dance (NPO 3/Zapp)                                                                          |             |
|  | Aukelien van Hoytema   |           | |             |

## J
|  | Naam           | Periode   | Programma (onder andere) | Opmerkingen |
|  | -------------- | --------- | --- | ----------- |
|  | Ingrid Jansen  | 2014      | Televisie: Junior Dance (jury, NPO 3/Zapp) |             |
|  | Rob Janssen    |           | Radio: De Vrijdag Vuurwerk Show met Rob van de Radio (NPO 3FM) |             |
|  | Chantal Janzen | 2022      | Televisie: Junior Songfestival (jurylid, NPO 3/Zapp) |             |
|  | Eva Jinek      | 2024–0000 | Televisie: Eva (NPO 1) |             |
|  | Gerard Joling  | 2015      | Televisie: Junior Songfestival (jurylid, NPO 3/Zapp) |             |
|  | Jaap Jongbloed | 2014–0000 | Televisie: EenVandaag (NPO 1), Het Mooiste Meisje van de Klas (NPO 1), Opgelicht?! (NPO 1), Vermist (NPO 1), Who's that girl? - Het mooiste meisje van de klas VIPS (NPO 1) |             |

## K
|  | Naam                     | Periode   | Programma (onder andere) | Opmerkingen |
|  | ------------------------ | --------- | --- | ----------- |
|  | Simon Keizer             |           | Televisie: Beste Zangers (NPO 1), De 3 Sterren Camping (NPO 3), Nick, Simon & Kees:Homeward Bound, Nick, Simon & Kees: Take a chance on me |             |
|  | Jort Kelder              | 2014–2019 | Televisie: Buitenhof (NPO 1), Het pronkstuk van Nederland (NPO 2), Hoe heurt het eigenlijk? (NPO 1)                                        |             |
|  | Isabelle van Keulen      | 2014–0000 | Televisie: Maestro (jurylid, NPO 1) |             |
|  | Renze Klamer             | 2021–2022 | Televisie: EenVandaag (NPO 1) |             |
|  | Corné Klijn              |           | Radio: Soul Night met Corné (NPO Radio 2)                                                                                                  |             |
|  | Mariëlle Koekenbier      | 2014–2017 | Televisie: EenVandaag (NPO 1) |             |
|  | Lieke de Kok             | 2016–2020 | Radio: (NPO 3FM) |             |
|  | Jeroen van Koningsbrugge | 2015–0000 | Televisie: Draadstaal (NPO 3) |             |
|  | Vincent de Kort          | 2016      | Televisie: Maestro (jurylid, NPO 1) |             |
|  | Sigourney Korper         | 2015      | Televisie: Junior Dance (jury, NPO 3/Zapp)                                                                                                 |             |
|  | Jeroen Krabbé            |           | Televisie: (NPO 2) |             |
|  | Miranda van Kralingen    | 2021      | Televisie: Maestro (jurylid, NPO 1) |             |
|  | Nelleke van der Krogt    | 2014–2015 | Televisie: Tussen Kunst & Kitsch (NPO 1)                                                                                                   |             |
|  | Soy Kroon                | 2023      | Televisie: Junior Songfestival (jurylid, NPO 3/Zapp)                                                                                       |             |
|  | Tania Kross              | 2016      | Televisie: Maestro (jurylid, NPO 1) |             |

## L
|  | Naam                    | Periode   | Programma (onder andere)                                              | Opmerkingen |
|  | ----------------------- | --------- | --------------------------------------------------------------------- | ----------- |
|  | Patrick Laureij         | 2021      | Televisie: Dit Was Het Nieuws (teamcaptain, NPO 1)                    |             |
|  | Duncan Laurence         | 2020      | Televisie: Junior Songfestival (jurylid, NPO 3/Zapp)                  |             |
|  | Yoeri Leeflang          |           | Radio: (NPO 3FM)                                                      |             |
|  | Lucas van Leeuwen       |           |                                                                       |             |
|  | Jasper Leijdens         | 2015–2017 | Radio: (NPO 3FM)                                                      |             |
|  | Stefania Liberakakis    | 2021–0000 | Televisie: Junior Songfestival (NPO 3/Zapp), Kids Top 20 (NPO 3/Zapp) |             |
|  | Margriet van der Linden | 2017–2019 | Televisie: Moltalk (NPO 3)                                            |             |
|  | Jamai Loman             | 2021      | Televisie: Op zoek naar ... (jurylid, NPO 1)                          |             |
|  | Arjen Lubach            | 2013–2014 | Televisie: Moltalk (NPO 3)                                            |             |

## M
|  | Naam                  | Periode   | Programma (onder andere)                               | Opmerkingen |
|  | --------------------- | --------- | ------------------------------------------------------ | ----------- |
|  | Maan                  | 2018      | Televisie: Junior Songfestival (jurylid, NPO 3/Zapp)   |             |
|  | Cornald Maas          | 2014–0000 | Televisie: Opium op Oerol (NPO 2), Volle Zalen (NPO 2) |             |
|  | Jeangu Macrooy        | 2021      | Televisie: Junior Songfestival (jurylid, NPO 3/Zapp)   |             |
|  | Patrick Martens       | 2014–2015 | Televisie: Moltalk (NPO 3)                             |             |
|  | MEAU                  | 2023      | Televisie: Junior Songfestival (jurylid, NPO 3/Zapp)   |             |
|  | Kim-Lian van der Meij | 2017      | Televisie: Junior Songfestival (jurylid, NPO 3/Zapp)   |             |
|  | Mart Meijer           | 2022–0000 | Radio: Mart Meijer (NPO 3FM)                           |             |
|  | Victor Mids           | 2018–0000 | Televisie: Mindf*ck (NPO 1)                            |             |
|  | Roos Moggré           | 2018–0000 | Televisie: EenVandaag (NPO 1)                          |             |
|  | Mark van der Molen    | 2015–2016 | Radio: (NPO 3FM)                                       |             |
|  | Romy Monteiro         | 2017–2021 | Televisie: Junior Songfestival (NPO 3/Zapp)            |             |
|  | One'sy Muller         |           | Radio: (NPO Radio 2)                                   |             |

## N
|  | Naam           | Periode   | Programma (onder andere)                                   | Opmerkingen |
|  | -------------- | --------- | ---------------------------------------------------------- | ----------- |
|  | Ivo Niehe      | 2014–0000 | Televisie: TV Show (NPO 1)                                 |             |
|  | Ab Nieuwdorp   |           |                                                            |             |
|  | Charlotte Nijs | 2022–2024 | Televisie: EenVandaag (NPO 1)                              |             |
|  | Hila Noorzai   | 2020–0000 | Televisie: EenVandaag (NPO 1), Vier avonden op rij (NPO 1) |             |

## P
|  | Naam                   | Periode   | Programma (onder andere)                                                                | Opmerkingen |
|  | ---------------------- | --------- | --------------------------------------------------------------------------------------- | ----------- |
|  | Peter Pannekoek        | 2017–0000 | Televisie: Dit Was Het Nieuws (teamcaptain, NPO 1), Gouden Televizier-Ring Gala (NPO 1) |             |
|  | Toine van Peperstraten | 2020–2022 | Radio: Blok&Toine (NPO Radio 1), Stax&Toine (NPO Radio 1)                               |             |
|  | Leona Philippo         | 2015      | Televisie: Junior Songfestival (jurylid, NPO 3/Zapp)                                    |             |

## R
|  | Naam                | Periode   | Programma (onder andere)                                                                                           | Opmerkingen |
|  | ------------------- | --------- | --- | ----------- |
|  | Paul Rabbering      | 2018–0000 | Radio: PAUL! (NPO Radio 2), Rabbering Laat (NPO Radio 2), VrijZaZo Show (NPO Radio 2)                              |             |
|  | Gijs Rademaker      | 2014–2022 | Televisie: EenVandaag (NPO 1)                                                                                      |             |
|  | Fenna Ramos         | 2020      | Televisie: Junior Songfestival (jurylid, NPO 3/Zapp)                                                               |             |
|  | Jorien Renkema      | 2014–0000 | Radio: Het Betere Werk (NPO 3FM), Jorien (NPO 3FM), Mega Top 50 (NPO 3FM), Zin In! (NPO 3FM)                       |             |
|  | Edsilia Rombley     | 2019      | Televisie: Junior Songfestival (jurylid, NPO 3/Zapp)                                                               |             |
|  | Jan-Willem Roodbeen | 2014–2018 | Radio: Roodshow (NPO Radio 2), Roodshow Late Night (NPO Radio 2)                                                   |             |
|  | Art Rooijakkers     | 2014–2018 | Televisie: Cash op Zolder (NPO 2), EenVandaag (NPO 1), Gouden Televizier-Ring Gala (NPO 1), Wie is de Mol? (NPO 1) |             |
|  | Nick Roozen         | 2020–0000 | Televisie: Kaal of Kammen (NPO 3/Zapp)                                                                             |             |

## S
|  | Naam                  | Periode   | Programma (onder andere) | Opmerkingen |
|  | --------------------- | --------- | --- | ----------- |
|  | Rolf Sanchez          | 2021      | Televisie: Junior Songfestival (jurylid, NPO 3/Zapp) |             |
|  | Anniko van Santen     | 2014–0000 | Televisie: Opsporing Verzocht (NPO 1/NPO 2) |             |
|  | Henrik Schaefer       | 2021      | Televisie: Maestro (jurylid, NPO 1) |             |
|  | Hans Schiffers        | 0000–0000 | Radio: (NPO Radio 2) |             |
|  | Nick Schilder         |           | Televisie: Beste Zangers (NPO 1), De 3 Sterren Camping (NPO 3), Nick, Simon & Kees:Homeward Bound, Nick, Simon & Kees: Take a chance on me                               |             |
|  | Jill Schirnhofer      |           | |             |
|  | Annemieke Schollaardt | 2017–0000 | Radio: Annemiekes A-lijst (NPO Radio 2), Annemiekes A-Lunch (NPO Radio 2)                                                                                                |             |
|  | Owen Schumacher       | 2014–2016 | Televisie: Koefnoen (NPO 1) |             |
|  | Gregory Sedoc         |           | Televisie: Sportlab Sedoc (NPO 2) |             |
|  | Dominic Seldis        | 2014–0000 | Televisie: Maestro (jurylid, NPO 1) |             |
|  | Nicholas Singer       | 2014–2015 | Televisie: Junior Dance (jury, NPO 3/Zapp) |             |
|  | Frits Sissing         | 2014–0000 | Televisie: Gouden Televizier-Ring Gala (NPO 1), Maestro (NPO 1), Op zoek naar ... (NPO 1), Tussen Kunst & Kitsch (NPO 1)                                                 |             |
|  | Anna-Alicia Sklias    | 2014–2015 | Televisie: Junior Dance (jury, NPO 3/Zapp) |             |
|  | Hans Smit             |           | |             |
|  | Jan Smit              | 2014–0000 | Televisie: Beste Zangers (NPO 1), Gouden Televizier-Ring Gala (NPO 1), Junior Songfestival (NPO 3/Zapp)                                                                  |             |
|  | Monique Smit          | 2014–2015 | Televisie: Kids Top 20 (NPO 3/Zapp) |             |
|  | Ed Spanjaard          | 2023      | Televisie: Maestro (jurylid, NPO 1) |             |
|  | Dionne Stax           | 2019–2022 | Radio: Blok&Toine (NPO Radio 1) Televisie: Amalia 18 Jaar, Dionne Dichtbij: Máxima, Dionne Dichtbij: The First Ladies, DNA Onbekend, Gouden Televizier-Ring Gala (NPO 1) |             |
|  | Rob Stenders          | 2015–2017 | Radio: One Night Stenders (NPO Radio 2), Stenders Platenbonanza (NPO Radio 2)                                                                                            |             |
|  | Maartje Stokkers      |           | |             |

## T
|  | Naam            | Periode   | Programma (onder andere) | Opmerkingen |
|  | --------------- | --------- | --- | ----------- |
|  | Tabitha         | 2019      | Televisie: Junior Songfestival (jurylid, NPO 3/Zapp)                                                                                      |             |
|  | Humberto Tan    |           | Radio: Humberto (NPO Radio 1) |             |
|  | Otto Tausk      | 2014      | Televisie: Maestro (jurylid, NPO 1) |             |
|  | Caroline Tensen | 2016–2019 | Televisie: All Inclusive (voice-over), De Stoutste Jongen van de Klas (NPO 1), DNA Onbekend (NPO 1), Eén tegen 100 (NPO 1), Marathon Live |             |
|  | Kees Tol        |           | Televisie: De 3 Sterren Camping (NPO 3), Nick, Simon & Kees:Homeward Bound, Nick, Simon & Kees: Take a chance on me, Moltalk (NPO 3)      |             |
|  | Valentina Tóth  | 2014–2019 | Televisie: De tiende van Tijl (huispianiste)                                                                                              |             |

## V
|  | Naam              | Periode   | Programma (onder andere)                                                                                         | Opmerkingen |
|  | ----------------- | --------- | --- | ----------- |
|  | Buddy Vedder      | 2015–2021 | Televisie: Junior Songfestival (NPO 3/Zapp), Junior Songfestival (jurylid, NPO 3/Zapp), Kids Top 20 (NPO 3/Zapp) |             |
|  | Kick van der Veer |           | |             |
|  | Dennis van de Ven | 2015–0000 | Televisie: Draadstaal (NPO 3)                                                                                    |             |
|  | Rop Verheijen     | 2020–2023 | Televisie: Moltalk (NPO 3)                                                                                       |             |
|  | Lauren Verster    |           | Televisie: Atlas (NPO 3), Fort Boyard (NPO 3/Zapp)                                                               |             |
|  | Sascha Visser     | 2016–2019 | Televisie: Kaal of Kammen (NPO 3/Zapp)                                                                           |             |
|  | Kaj van der Voort | 2019      | Televisie: Junior Songfestival (jurylid, NPO 3/Zapp)                                                             |             |
|  | Peter R. de Vries | 2014      | Televisie: Peter R. over de grens                                                                                |             |

## W
|  | Naam                  | Periode        | Programma (onder andere)                                                                                    | Opmerkingen |
|  | --------------------- | -------------- | --- | ----------- |
|  | Tom Waes              | 2019–2020      | Televisie: Kamp Waes                                                                                        |             |
|  | Jan Jaap van der Wal  | 2017–0000      | Televisie: Dit Was Het Nieuws (teamcaptain, NPO 1)                                                          |             |
|  | Simone Walraven       |                | Radio: (NPO Radio 1)                                                                                        |             |
|  | Marlijn Weerdenburg   | 2022–0000      | Televisie: DNA Onbekend (NPO 1), Moltalk (NPO 3), Op zoek naar ... (jurylid, NPO 1)                         |             |
|  | Mieke van der Weij    | 2014–2018      | |             |
|  | Lucille Werner        | 2014–2015      | Televisie: Lingo (NPO 2)                                                                                    |             |
|  | Bas van Werven        | 2014–2016 2018 | Televisie: EenVandaag (NPO 1), Hunted (voice-over, NPO 3)                                                   |             |
|  | Rik van de Westelaken | 2018–0000      | Televisie: EenVandaag (NPO 1), Gouden Televizier-Ring Gala (NPO 1), Moltalk (NPO 3), Wie is de Mol? (NPO 1) |             |
|  | Maurice Wijnen        | 2022           | Televisie: Op zoek naar ... (jurylid, NPO 1)                                                                |             |

## Y
|  | Naam  | Periode | Programma (onder andere)                             | Opmerkingen |
|  | ----- | ------- | ---------------------------------------------------- | ----------- |
|  | Yes-R | 2015    | Televisie: Junior Songfestival (jurylid, NPO 3/Zapp) |             |

## Z
|  | Naam         | Periode   | Programma (onder andere)   | Opmerkingen |
|  | ------------ | --------- | -------------------------- | ----------- |
|  | Chris Zegers | 2017–2019 | Televisie: Moltalk (NPO 3) |             |
|  | Sander Zwiep |           |                            |             |